# Epte
L'Epte è un corso d'acqua francese, affluente alla riva destra della Senna; lungo 112,51 chilometri, nasce nel dipartimento della Senna Marittima, nel pays de Bray, presso Forges-les-Eaux, e confluisce nella Senna a Giverny, nell'Eure. Il fiume segna il confine tra la Normandia e l'Île-de-France; questa situazione geografica ha marcato profondamente la sua storia nel Medioevo, con la costruzione di tutta une serie di piazzeforti su ciascuna delle sue rive.

## Geografia
L'Epte ha la sua sorgente a Compainville, vicino a Thil-Riberpré e Serqueux, a qualche chilometro a nord di Forges-les-Eaux (Senna Marittima), a sud del Monte Bénard (232 m), a 192 metri d'altitudine.
Esso scorre subito in direzione sud-est. Poco dopo Gournay-en-Bray, si orienta verso sud. A Gisors, prende bruscamente verso ovest prima di riprendere la direzione sud a Beausséré (frazione di Courcelles-lès-Gisors). In seguito, costeggia Saint-Clair-sur-Epte, Gasny e Giverny.
Sulla quasi totalità del suo percorso, il fiume segna il confine tra la Normandia, da una parte, e le Alta Francia e l'Île-de-France dall'altra parte, separando subito la Senna Marittima dall'Oise, poi, a partire da Bouchevilliers, segnando il confine dell'Eure con, successivamente l'Oise, la Val-d'Oise e l'Yvelines.
Esso confluisce tra i comuni di Limetz-Villez e Giverny con la Senna all'altitudine di 19 metri, con un braccio a nord, che la separa dal comune di Sainte-Geneviève-lès-Gasny e, di fronte, da Port-Villez.

### Comuni attraversati
Nei cinque dipartimenti dell'Eure, l'Oise, la Senna Marittima, le Yvelines e la Val-d'Oise, l'Epte attraversa quarantatré comuni:
- da monte verso valle: Compainville (sorgente), Le Thil-Riberpré, Serqueux, Forges-les-Eaux, La Bellière, Saumont-la-Poterie, Haussez, Ménerval, Doudeauville, Dampierre-en-Bray, Gancourt-Saint-Étienne, Cuy-Saint-Fiacre, Molagnies, Saint-Quentin-des-Prés, Ferrières-en-Bray, Gournay-en-Bray, Saint-Germer-de-Fly, Ernemont-la-Villette, Saint-Pierre-es-Champs, Neuf-Marché, Bouchevilliers, Talmontiers, Amécourt, Sérifontaine, Bazincourt-sur-Epte, Éragny-sur-Epte, Gisors, Neaufles-Saint-Martin, Courcelles-lès-Gisors, Dangu, Boury-en-Vexin, Guerny, Saint-Clair-sur-Epte, Château-sur-Epte, Montreuil-sur-Epte, Vexin-sur-Epte Bray-et-Lû, Amenucourt, Gasny, Gommecourt, Sainte-Geneviève-lès-Gasny, Giverny e Limetz-Villez (confluenza).

### Toponimi

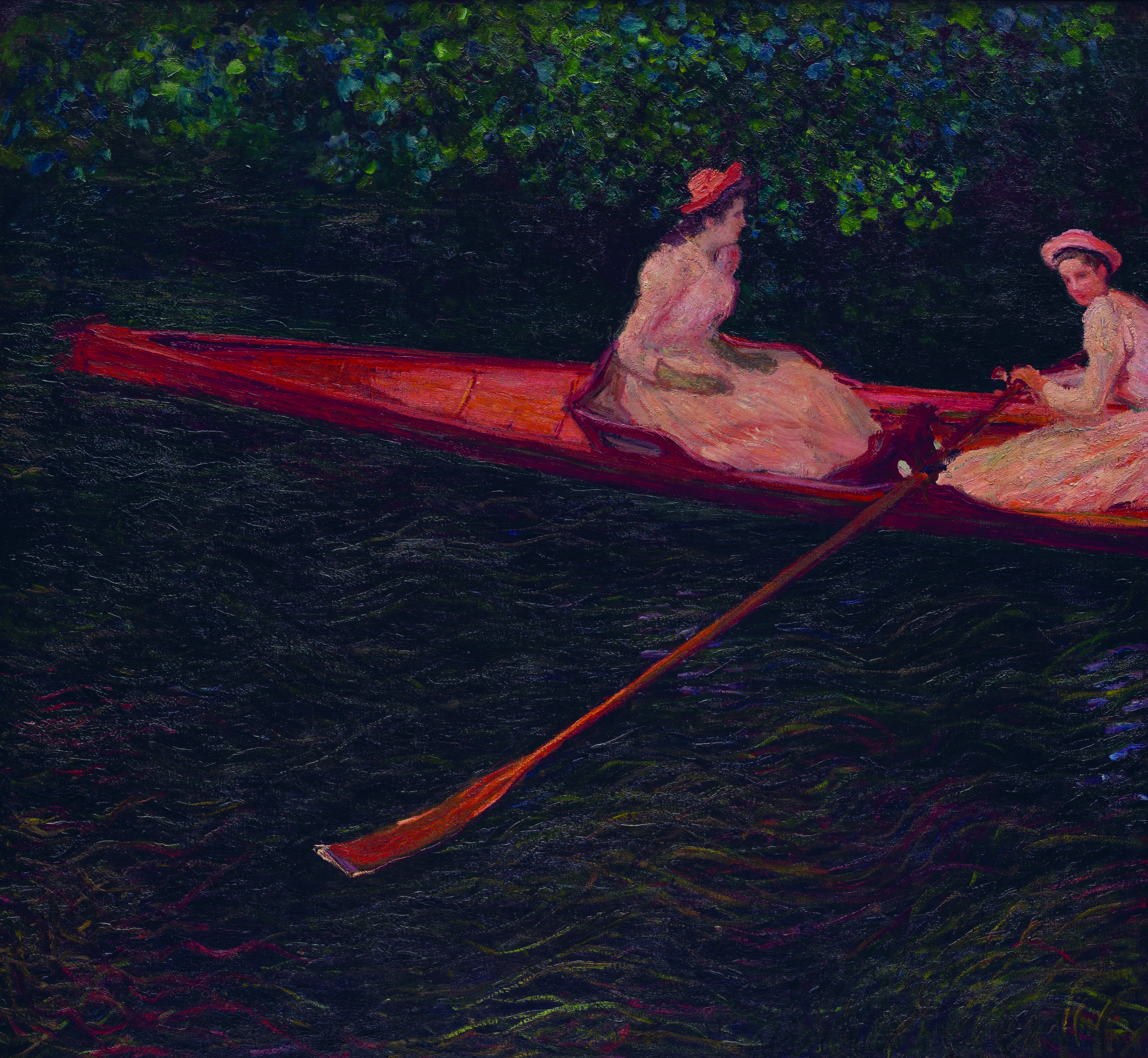
En canot sur l'Epte di Claude Monet (olio su tela, Museo d'arte di San Paolo)

L'Epte ha dato il suo idronimo a sei comuni: Bazincourt-sur-Epte, Château-sur-Epte, Éragny-sur-Epte, Montreuil-sur-Epte, Saint-Clair-sur-Epte, Vexin-sur-Epte. La forma antica del nome era Itta nel X secolo, poi Epta nel 1119. Da una radice pre-latina *itt- che si ritrova anche nell'Iton, affluente alla riva sinistra dell'Eure.

## Affluenti

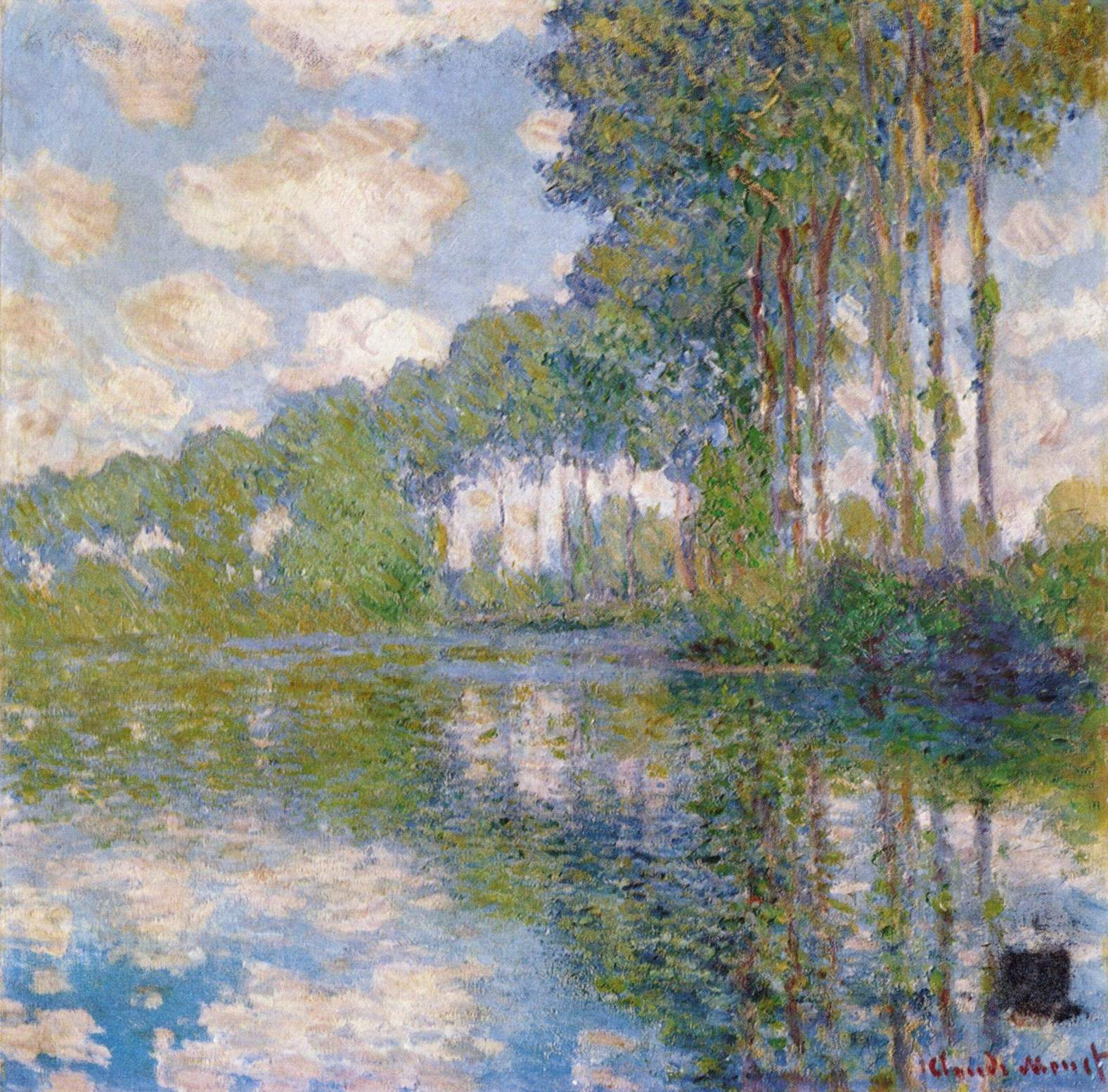
Pioppi sulle rive dell'Epte, di Claude Monet, olio su tela - National Gallery of Scotland

L'Epte ha ventuno affluenti e un braccio riportato nel SANDRE (da monte verso valle; rd=riva destra, rs=riva sinistra):
- il torrente des Burettes 2,5 km sui due comuni di Forges-les-Eaux e di Thil-Riberpré.
- il torrente de la Longue-Traine (rs) 3 km sui deux comuni de Forges-les-Eaux et du Thil-Riberpré.
- il torrente di Pont Bain (rd) 1,8 km sur la seule comune de Forges-les-Eaux.
- il torrente du Moulin Breteau (rs) 4,9 km sui tre comuni di La Bellière, Forges-les-Eaux e Longmesnil.
- il torrente de Saumont (rd) 3,4 km sur la seule comune de Saumont-la-Poterie.
- il torrente d'Halescourt (rs) 6,2 km sui quattro comuni di Gaillefontaine, Haussez, Pommereux e Saint-Michel-d'Halescourt.
- il torrente de Mésangueville (rd) (15 km) su sei comuni e con cinque affluenti confluenti a Dampierre-en-Bray
- il torrente des Rieux (rs) 6,9 km sui quattro comuni di Ferrières-en-Bray, Gournay-en-Bray, Hécourt e Saint-Quentin-des-Prés.
- il torrente d'Auchy (rs) 6,6 km sui tre comuni di Ferrières-en-Bray, Hannaches e Villers-sur-Auchy.
- la Morette[3] (rd) 10 km sui quattro comuni di Cuy-Saint-Fiacre, Elbeuf-en-Bray, Ferrières-en-Bray e Gournay-en-Bray, con un affluente:
  - il torrente du Mont-Louvet, 4,4 km sui tre comuni di Brémontier-Merval, Cuy-Saint-Fiacre e Elbeuf-en-Bray.
- il torrente de Goulancourt (rs) 7,9 km sui quattro comuni di Ferrières-en-Bray, Saint-Germer-de-Fly, Senantes e Villers-sur-Auchy, con un affluente:
  - il Fossé des Pères (rd) 2 km sui due comuni di Saint-Germer-de-Fly e Villers-sur-Auchy con un affluente:
    - il torrente des Près de Hagron (rd) 2,6 km sur la seule comune de Villers-sur-Auchy.
- la Troesne (rs) (27 km) su dodici comuni e due dipartimenti con cinque affluenti e confluente a Gisors
- il Réveillon (rs) (11 km) su sei comuni e due dipartimenti con un affluente e confluente a Gisors
- la Levrière (rd) (24 km) su nove comuni e due dipartimenti con un affluente e confluante a Neaufles-Saint-Martin
- il torrente d'Hérouval (rs) 6,3 km sui quattro comuni di Boury-en-Vexin, Guerny, Montjavoult e Vaudancourt.
- l'Aubette de Magny (rs) (16 km) su sei comuni e due dipartimenti e confluente a Bray-et-Lû
- il ru de Chaussy (rs) 5,1 km sui tre comuni di Bray-et-Lû, Vexin-sur-Epte e Chaussy.
- il ru de Roconval (rs) 3,7 km sui tre comuni di Amenucourt, Vexin-sur-Epte e Gasny.
- il bras de l'Epte (rs) 0,7 km sui due comuni di Guerny e Saint-Clair-sur-Epte con un affluente:
  - il torrente le Cudron (rs) 10 km sui tre comuni di Buhy, Parnes e Saint-Clair-sur-Epte.

## Idrografia
La sua portata media annua, calcolata su un periodo di 48 anni a Vexin-sur-Epte (dal 1961 al 2008), è di 9,3 m3/s per una superficie di 1403 km2, sia presso il 95 % della totalità del bacino.
Il fiume presenta un regime molto regolare, con deboli fluttuazioni stagionali di portata. Le piene sono invernali e spingono le medie mensili a un livello da 10,5 a 12.7 m3/s da dicembre ad aprile inclusi. Le situazioni di magra si verificano da agosto a ottobre, restano confortanti e caratterizzate da una debole base di portata media mensile, fino a 6.26 m3/s nel mese di agosto.